# هورتون
هورتون (بالإنجليزية: Horton, Kansas)‏ هي مدينة تقع في مقاطعة براون، كانزاس بولاية كانساس في الولايات المتحدة. تبلغ مساحة هذه المدينة 4.66 (كم²)، وترتفع عن سطح البحر 333 م، بلغ عدد سكانها 1776 نسمة في عام 2010 حسب إحصاء مكتب تعداد الولايات المتحدة وتصل الكثافة السكانية فيها 385.3 نسمة/كم2.

## التركيبة السكانية
قام مكتب تعداد الولايات المتحدة بتحديد بيانات التركيبة السكانية لهورتونفي تعداد الولايات المتحدة. في ما يلي، التركيبة السكانية حسب تعدادي 2000 و2010.

### تعداد عام 2000
بلغ عدد سكان هورتون 1,967 نسمة بحسب تعداد عام 2000، وبلغ عدد الأسر 812 أسرة وعدد العائلات 506 عائلة مقيمة في المدينة. في حين سجلت الكثافة السكانية 1,125.8 نسمة لكل ميل مربع (434.7/كم2). وبلغ عدد الوحدات السكنية 906 وحدة بمتوسط كثافة قدره 518.5 نسمة لكل ميل مربع (200.2/كم2).
وتوزع التركيب العرقي للمدينة بنسبة 84.65% من البيض و 10.78% من الأمريكيين الأصليين و 0.66% من الأمريكيين ذوي الأصول الآسيوية و 0.97% من الأمريكيين الأفارقة و 2.44% من عرقين مختلطين أو أكثر.
بلغ عدد الأسر 812 أسرة كانت نسبة 29.3% منها لديها أطفال تحت سن الثامنة عشر تعيش معهم، وبلغت نسبة الأزواج القاطنين مع بعضهم البعض 47.3% من أصل المجموع الكلي للأسر، ونسبة 11.6% من الأسر كان لديها معيلات من الإناث دون وجود شريك، وكانت نسبة 37.6% من غير العائلات. تألفت نسبة 34.5% من أصل جميع الأسر من أفراد ونسبة 18.8% كانوا يعيش معهم شخص وحيد يبلغ من العمر 65 عاماً فما فوق. وبلغ متوسط حجم الأسرة المعيشية 3.00، أما متوسط حجم العائلات فبلغ 2.35.
بلغ العمر الوسطي للسكان 39 عاماً. وكانت نسبة 27.5% من القاطنين تحت سن الثامنة عشر، وكانت نسبة 6.7% بين الثامنة عشر والأربعة وعشرون عاماً، ونسبة 22.9% كانت واقعةً في الفئة العمرية ما بين الخامسة والعشرون حتى والأربعة وأربعون عاماً، ونسبة 20.2% كانت ما بين الخامسة والأربعون حتى الرابعة والستون، ونسبة 22.7% كانت ضمن فئة الخامسة والستون عاماً فما فوق. يوجد لكل 100 أنثى 88.4 ذكر، ويوجد لكل 100 أنثى في الثامنة عشر من عمرها فما فوق 84.1 ذكر.
بلغ متوسط دخل الأسرة في المدينة 22,991 دولار، أما متوسط دخل العائلة فبلغ 31,447 دولار. وكان متوسط دخل الذكور 25,000 دولار مقابل 21,474 دولار للإناث. وسجل دخل الفرد الخاص بالمدينة 13,063 دولار. وكانت نسبة 14.0% من العائلات ونسبة 17.4% من السكان تحت خط الفقر، وكان من هؤلاء نسبة 17.9% تحت سن الثامنة عشر ونسبة 18.5% في الخامسة والستين من العمر وما فوق.

### تعداد عام 2010
بلغ عدد سكان هورتون 1,776 نسمة بحسب تعداد عام 2010، وبلغ عدد الأسر 732 أسرة وعدد العائلات 453 عائلة مقيمة في المدينة. في حين سجلت الكثافة السكانية 997.8 نسمة لكل ميل مربع (385.3/كم2). وبلغ عدد الوحدات السكنية 904 وحدة بمتوسط كثافة قدره 507.9 لكل ميل مربع (196.1/كم2).
وتوزع التركيب العرقي للمدينة بنسبة 82.5% من البيض و 10.7% من الأمريكيين الأصليين و 0.5% من الأمريكيين ذوي الأصول الآسيوية و 0.8% من الأمريكيين الأفارقة و 4.6% من عرقين مختلطين أو أكثر.
بلغ عدد الأسر 732 أسرة كانت نسبة 31.8% منها لديها أطفال تحت سن الثامنة عشر تعيش معهم، وبلغت نسبة الأزواج القاطنين مع بعضهم البعض 40.8% من أصل المجموع الكلي للأسر، ونسبة 14.5% من الأسر كان لديها معيلات من الإناث دون وجود شريك، بينما كانت نسبة 6.6% من الأسر لديها معيلون من الذكور دون وجود شريكة وكانت نسبة 38.1% من غير العائلات. تألفت نسبة 34.3% من أصل جميع الأسر من أفراد ونسبة 16.7% كانوا يعيش معهم شخص وحيد يبلغ من العمر 65 عاماً فما فوق. وبلغ متوسط حجم الأسرة المعيشية 3.02، أما متوسط حجم العائلات فبلغ 2.38.
بلغ العمر الوسطي للسكان 38.3 عاماً. وكانت نسبة 27.5% من القاطنين تحت سن الثامنة عشر، وكانت نسبة 8.3% بين الثامنة عشر والأربعة وعشرون عاماً، ونسبة 21.2% كانت واقعةً في الفئة العمرية ما بين الخامسة والعشرون حتى والأربعة وأربعون عاماً، ونسبة 22.8% كانت ما بين الخامسة والأربعون حتى الرابعة والستون، ونسبة 20.2% كانت ضمن فئة الخامسة والستون عاماً فما فوق. وتوزع التركيب الجنسي للسكان بنسبة 48.5% ذكور و51.5% إناث.

## وصلات خارجية
- HortonKansas.net
- The US50 - Cities and Towns in Kansas State